# Torus Trooper
Torus Trooper est un jeu vidéo libre développé par ABA Games, apparu en 2004 sur compatible PC (Linux, Windows) et Mac OS.
Torus Trooper est un shoot them up qui tient du tube shooter. Le joueur contrôle un vaisseau, en vue arrière, qui évolue à l'intérieur de tubes et semi-tubes, sorte de tores abstraits, générés aléatoirement.

## Généralités
Torus Trooper est un jeu en contre-la-montre : le but est d'atteindre la fin des niveaux avant le temps imparti. La perte d'une vie ou la destruction d'ennemis spécifiques influent sur le compte à rebours. Comme les niveaux sont générés aléatoirement, le jeu en propose une infinité. Trois modes de difficultés sont proposés : normal, hard et extreme.

## Système de jeu

### Le vaisseau
Torus Trooper propose donc un univers en trois dimensions, cependant les commandes sont assez communes (touches de direction pour se déplacer sur la  gauche et la droite et touche haut pour accélérer).
Le vaisseau dispose de deux modes de tir. Le premier est un tir commun dont la puissance augmente avec la vitesse du vaisseau, ce qui est encore une raison d'aller vite. Le second génère une carapace indestructible autour du vaisseau, et qui une fois lâchée détruit tout sur son passage et permet ainsi aux amateurs de score d'enchaîner des combos impressionnant. Cependant ce mode de tir ralentit fortement le vaisseau, et abuser de cette carapace signifie généralement l'arrivée inopinée de la fin du compte à rebours.

### Les modes de jeux
- Le mode « easy » propose une vitesse modérée du vaisseau, et une complexité niveau/nombre d'ennemis atténuée.
- Le mode « hard » génère plus de monstres (et donc plus de tirs ennemis) et la vitesse du vaisseau est accrue.
- Le mode « extreme » enfin propose une vitesse démesurée (d'où son nom), où on ne comprend pas grand-chose, si ce n'est que les niveaux sont très grands, et les ennemis très nombreux.